# Bouie Fisher
Bouie Fisher (* 1. Juni 1928; † 30. Juni 2011) war ein US-amerikanischer Boxtrainer.
Er war der erste Trainer von Bernard Hopkins. Auch den zweifachen Schwergewichtsweltmeister und Lennox-Lewis-Bezwinger Hasim Rahman und Ivan Robinson trainierte er.
Im Jahr 2001 wurde er von der World Boxing Hall of Fame sowie von der Boxing Writers Association of America (BWAA) zum Welttrainer des Jahres gewählt.
Fisher starb am 30. Juni 2011 im Alter von 83 Jahren nach langer Krankheit.